# Wilhelmine von Sagan

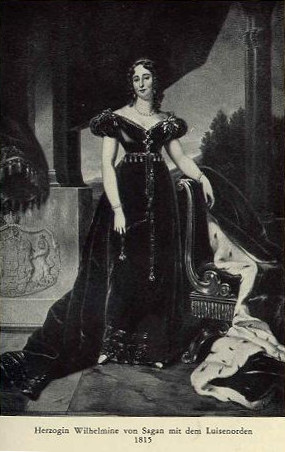
Wilhelmine von Sagan

Wilhelmine von Sagan (auch Katharina Wilhelmine von Sagan, geborene Prinzessin von Kurland und Semgallen; * 8. Februar 1781 in Mitau; † 29. November 1839 in Wien) aus dem Hause Biron von Curland war 1800–1839 Herzogin von Sagan und Besitzerin der böhmischen Herrschaft Nachod. Mit ihrem einflussreichen politischen Salon in Wien und ihrer Liaison mit dem österreichischen Staatskanzler Fürst Clemens von Metternich spielte sie eine wichtige politische Rolle in der europäischen Diplomatie.

## Leben

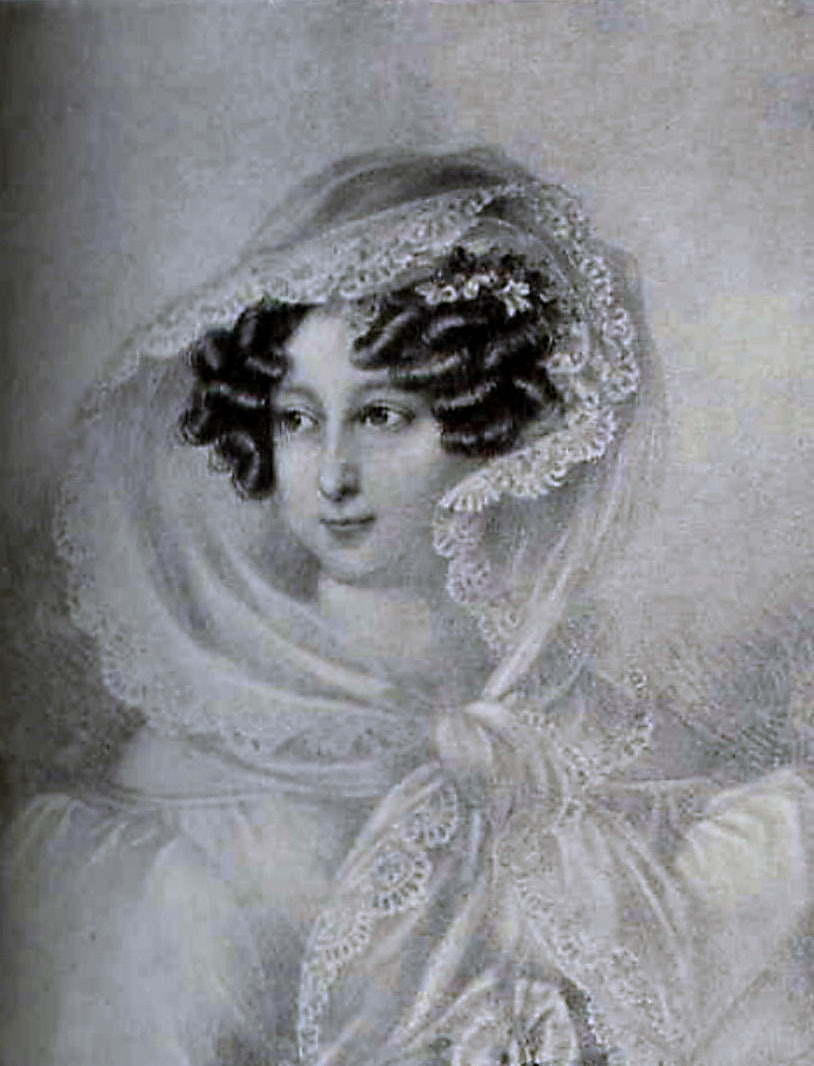
Wilhelmine von Sagan um 1800

Wilhelmine wurde in Mitau, der Hauptstadt des baltischen Herzogtums Kurland, als Prinzessin Katharina Friederike Wilhelmine Benigna von Kurland geboren. Ihre Eltern waren Peter von Biron, Herzog von Kurland und Semgallen und Dorothea, geborene Reichsgräfin von Medem. Ihre Erzieherin war Antonie Forster, eine Schwester des Naturforschers Georg Forster. Daneben übte auch ihre Tante Elisa von der Recke einen erzieherischen Einfluss aus. Da Wilhelmine keine Brüder hatte, wurde sie im Alter von 15 Jahren von ihrem Vater zur Erbprinzessin erklärt.
Nach dem Tode ihres Vaters im Jahre 1800 erbte Wilhelmine das schlesische Herzogtum Sagan, mit dem sie vom preußischen König Friedrich Wilhelm III. belehnt wurde, sowie die Herrschaft Nachod in Böhmen. Auf ihrem Schloss Náchod sammelte Friedrich Wilhelm von Braunschweig 1809 ein Freikorps, das als Schwarze Schar in die Geschichte einging. Es stand unter dem Schutz Österreichs und sollte gegen Frankreich eingesetzt werden.
1810–1812 ließ Wilhelmine das zur Herrschaft Nachod gehörende Schloss Ratibořice im Empirestil umbauen. Dort fanden im Juni 1813 wichtige politische Vorgespräche für die Allianz gegen Napoleon Bonaparte statt. Während des Wiener Kongresses 1814/15 wohnte sie neben ihrer Konkurrentin, der russischen Fürstin Katharina Bagration, im Wiener Palais Palm, wo sie einen politisch einflussreichen Salon unterhielt. In Anerkennung ihrer Verdienste um die „Befreiung Preußens vom französischen Joch“ verlieh ihr König Friedrich Wilhelm III. nach der Beendigung der Koalitionskriege den Louisenorden.
Wilhelmine von Sagan führte ein bewegtes und unstetes Leben zwischen Wien, Prag, Náchod, Ratibořice, Löbichau und Sagan. Nach gescheiterten Ehen mit Prinz Louis von Rohan (1768–1836) und Fürst Wassili Trubezkoi (1776–1841) heiratete sie 1819 Graf Carl Rudolf von der Schulenburg (1788–1856).
Durch ihre Kenntnisse der politischen Konstellationen Mittel- und Osteuropas sowie durch Verbindungen zu wichtigen Persönlichkeiten in England, Frankreich, Preußen und Russland leistete sie einen Beitrag zur Bildung einer Koalition gegen die napoleonische Herrschaft in Europa. Dabei spielte ihre Liaison mit dem österreichischen Staatskanzler Fürst Clemens von Metternich eine wichtige Rolle, den sie schon seit dessen Zeit als Botschafter am Dresdner Hof kannte. Mehrere Reisen unternahm sie nach Italien, England und Frankreich. 1827 trat sie in Rom zusammen mit ihrer jüngsten Schwester Dorothea, damals geschiedene Gräfin de Talleyrand-Périgord und Herzogin de Dino, zum katholischen Glauben über.
Die tschechische Schriftstellerin Božena Němcová, in ihrem Umfeld als Bedienstetenkind aufgewachsen, setzte Wilhelmine in ihrem Roman Babička mit der Figur der guten, verständnisvollen Frau Fürstin ein literarisches Denkmal. Wilhelmine starb 1839 in Wien. Erbin wurde ihre Schwester Pauline von Hohenzollern-Hechingen. Pauline verkaufte Schloss und Herrschaft Náchod später an Octavio von Lippe-Biesterfeld und das Herzogtum Sagan ihrer Schwester Dorothea, die dadurch Herzogin von Sagan wurde.
Bei Wilhelmine von Sagans Tod am 29. November 1839 war das Mausoleum in der Saganer Heilig-Kreuz-Kirche noch nicht fertiggestellt. Daher wurde ihr Leichnam zunächst in einer Seitenkapelle des Wiener Stephansdoms aufbewahrt, im März 1840 in die Náchoder Schlosskapelle überführt und erst im Februar 1841 in der Saganer Heilig-Kreuz-Kirche beigesetzt.

## Film
- Universum History, Diplomatische Liebschaften – Die Mätressen des Wiener Kongresses, Spielfilm-Dokumentation von Monika Czernin und Melissa Müller, 52 min, ZDF/ARTE/ORF, 2014. Wilhelmine Herzogin von Sagan dargestellt von Verena Altenberger.